# Sagrestia

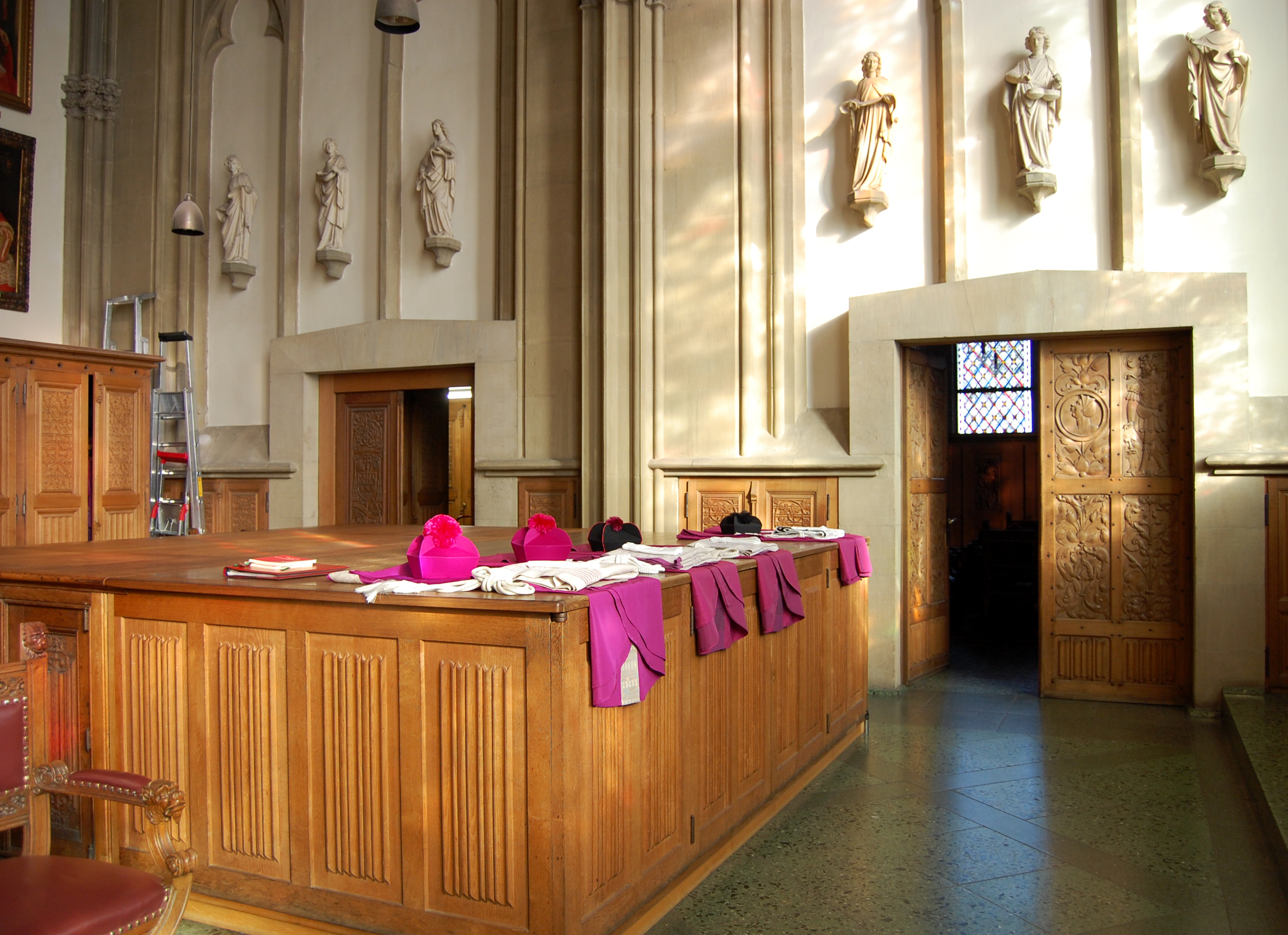
Sacrestia del duomo di Colonia, in Germania.

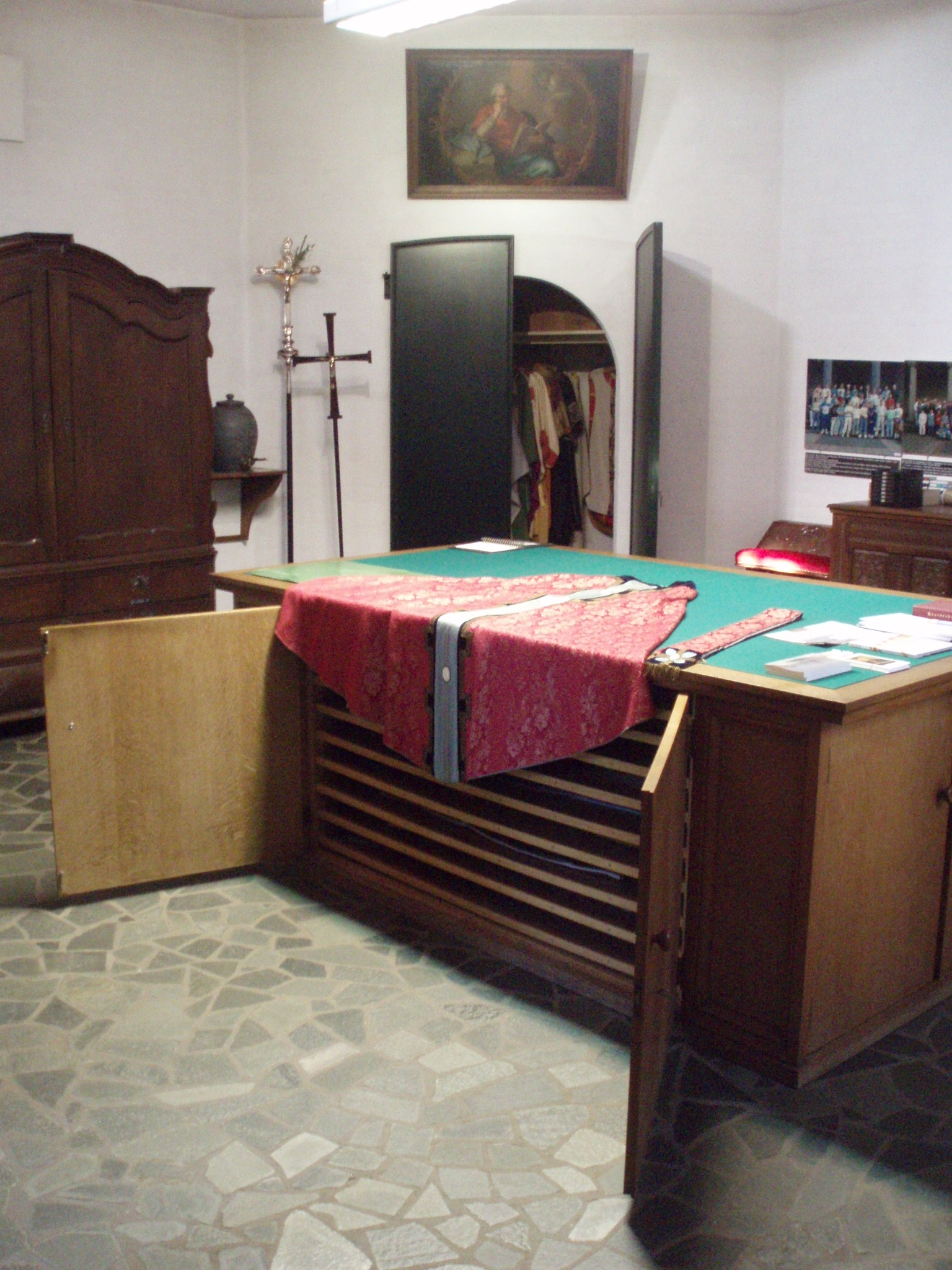
La Sacrestia della chiesa di San Martino di Gennep, nei Paesi Bassi.

La sacrestìa, o anche sagrestìa o sacristìa (dal lemma in lingua latina), è una stanza di servizio in una chiesa. In essa avviene la vestizione dei ministri del culto, vengono conservati i paramenti liturgici, tutti gli oggetti sacri necessari alla liturgia e, molto spesso, i registri parrocchiali (di battesimi, cresime, matrimoni, funerali).

## Collocazione
Solitamente la sacrestia è ubicata all'interno della chiesa, al lato dell'altare maggiore, ma può anche essere separata da essa come nei monasteri.
Alcune chiese hanno più di una sacrestia, ognuna delle quali ha una funzione specifica. Come luogo architettonico, all'interno delle basiliche, fu introdotta nel V secolo dai costruttori ravennati: i cosiddetti phastopòroi.

## Funzione
La sacrestia è il luogo in cui il presbitero, i diaconi e gli accoliti si vestono per la celebrazione delle funzioni religiose. Essi ritornano qui alla fine delle funzioni per togliersi i paramenti liturgici indossati durante le stesse.

I principali paramenti conservati nella sacrestia sono: pianete, amitti, stole, manipoli, piviali, cingoli.

Gli oggetti necessari alla celebrazione dei riti religiosi, conservati nella sagrestia sono: ostie e vino da consacrare, calici, patene, pissidi, ostensori ed altri.
Nelle sacrestie esiste anche un lavabo. Qui vengono lavate le stoffe usate nel corso della messa, che sono venute a contatto con il vino consacrato e le ostie consacrate, ma anche calici, pissidi, patene ed ogni altro oggetto che viene a contatto con le specie consacrate. 
Inoltre, nei tempi più moderni, in alcune chiese possono essere presenti i quadri di controllo elettrici, i programmatori di campane, gli amplificatori per l’impianto dei microfoni dell’aula liturgica e in alcuni casi può comprendere anche l'accesso in salita alla cella campanaria.
Alcune sacrestie conservano antichi pregevoli mobili per la conservazione dei paramenti o, addirittura, vere e proprie opere d'arte.
Il responsabile della sacrestia è il sacrista o sacrestano.